# Seeschlacht im Öresund (1658)
Die Seeschlacht im Öresund (auch Seeschlacht im Sund genannt) fand während des Zweiten Nordischen Krieges am 29. Oktoberjul. / 8. November 1658greg. in der Nähe des Öresunds zwischen der Flotte der Vereinigten Provinzen der Niederlande und der Flotte Schwedens statt. Sie endete mit einem Sieg der Niederländer.

## Vorgeschichte
Schwedische Truppen waren nach Dänemark vorgedrungen und eine Armee unter Karl X von Schweden belagerte die dänische Hauptstadt Kopenhagen. Die niederländische Flotte sollte Dänemark unterstützen und verhindern, dass Schweden beide Ufer des Sundes und damit den Handel in der Ostsee unter seine Kontrolle bekam. Admiralleutnant Jacob van Wassenaer Obdam, der von Johan de Witt schriftliche Instruktionen erhalten hatte, fasste seinen Auftrag so zusammen: „Kopenhagen retten und jedem ins Gesicht schlagen, der dies verhindern will“. Die englische Flotte, an die er dabei gedacht hatte, mischte sich jedoch nicht ein.

## Verlauf

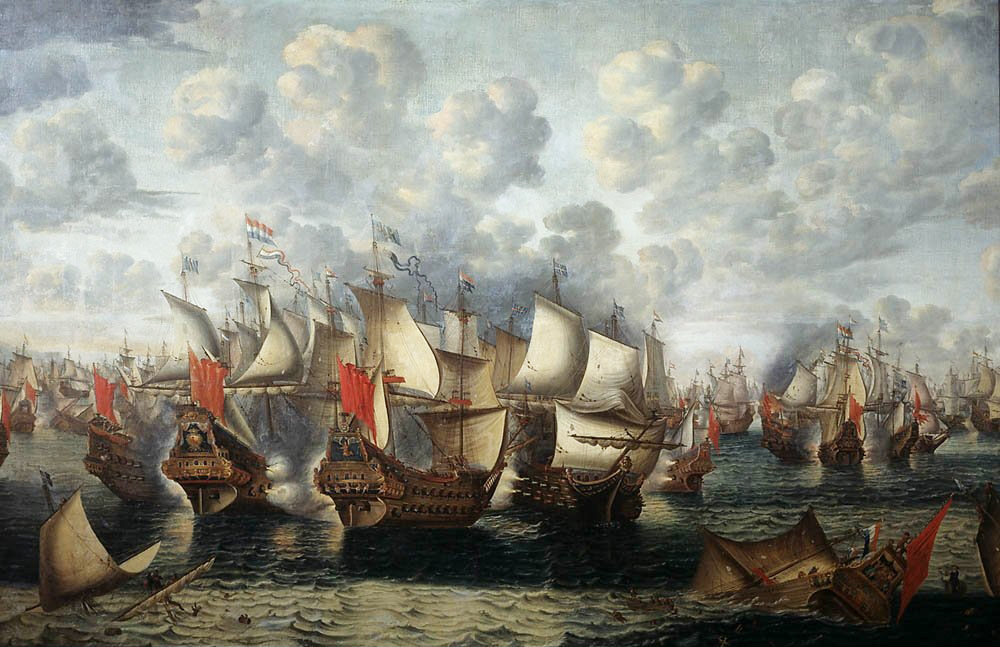
Seeschlacht im Öresund, Jan Abrahamszoon Beerstraten, 1660

Die niederländische Flotte unter van Wassenaer segelte mit 41 Schiffen und 1413 Kanonen in die Ostsee. Sie traf im Öresund nördlich von Kopenhagen auf die schwedische Flotte mit 45 Schiffen und 1838 Kanonen unter dem Oberbefehl von Carl Gustav Wrangel. Eine dänische Flotte mit sieben Schiffen und 280 Kanonen stand ungünstig und konnte ihre niederländischen Verbündeten nicht unterstützen.

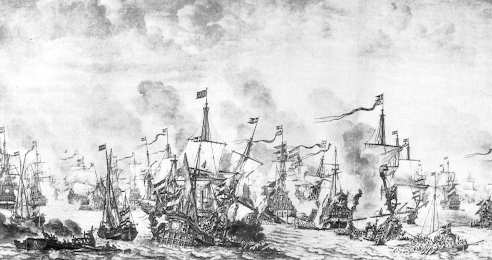
Seeschlacht im Öresund, Willem van de Velde dem Älteren

Die schwedische Flotte griff an, doch für die Niederländer waren die Windverhältnisse günstiger. Es kam zu heftigen Kämpfen, die Niederländer behielten die Oberhand und zwangen die schwedische Flotte zum Abbruch der Blockade Kopenhagens.
Die Schweden verloren vier Schiffe und hatten 350 Tote sowie 850 Verwundete zu beklagen, die Niederländer verloren zwei Schiffe und hatten 296 Tote sowie 503 Verwundete. Der niederländische Admiral Witte de With fiel bei der Eroberung seines Schiffes.
Van Wassenaer wurde nach der Schlacht in den Niederlanden für sein passives Verhalten kritisiert – tatsächlich hatte er einen Gichtanfall und das Kommando seinem Flaggkapitän Egbert Bartholomeuszoon Kortenaer übergeben, der später auch als eigentlicher Held der Schlacht gefeiert wurde.

## Folgen
Im Frühjahr 1659 entsandten die Niederländer eine zweite Flotte unter dem Kommando von Vizeadmiral Michiel de Ruyter, um die schwedischen Nachschublinien zu durchschneiden und Kopenhagen endgültig zu entsetzen. Nach der Eroberung Nyborgs durch eine niederländisch-dänische Streitmacht zogen sich die Schweden von den dänischen Inseln zurück.

## Endnoten
1. ↑  Kapitän seines Flaggschiffs.